# Uroleucon elbursicum
Uroleucon elbursicum är en insektsart. Uroleucon elbursicum ingår i släktet Uroleucon och familjen långrörsbladlöss. Inga underarter finns listade i Catalogue of Life.